# Kallstroemia rosei
Kallstroemia rosei är en pockenholtsväxtart som beskrevs av Per Axel Rydberg. Kallstroemia rosei ingår i släktet Kallstroemia och familjen pockenholtsväxter. Inga underarter finns listade i Catalogue of Life.